# Mésanger
Mésanger (bretonisch: Mezansker) ist eine französische Gemeinde mit 4.681 Einwohnern (Stand: 1. Januar 2022) im Département Loire-Atlantique in der Region Pays de la Loire; sie gehört zum Arrondissement Châteaubriant-Ancenis und zum Kanton Ancenis-Saint-Géréon. Die Einwohner werden Mesangéens und Mesangéennes genannt.

## Geographie
Mésanger liegt am Flüsschen Beusse, an der östlichen Gemeindegrenze verläuft der Grée. Die Weinbaugebiete Muscadet-Coteaux de la Loire und Coteaux d’Ancenis reichen in die Gemeinde hinein. Umgeben wird Mésanger von den Nachbargemeinden Pannecé im Norden, Pouillé-les-Côteaux im Nordosten, La Roche-Blanche im Osten, Ancenis-Saint-Géréon im Süden, Couffé im Südwesten, Mouzeil im Westen sowie Teillé im Nordwesten.

## Bevölkerungsentwicklung
| 1962 | 1968 | 1975 | 1982 | 1990 | 1999 | 2006 | 2017 |
| ---- | ---- | ---- | ---- | ---- | ---- | ---- | ---- |
| 1829 | 1839 | 2051 | 2717 | 3068 | 3135 | 3892 | 4687 |

## Sehenswürdigkeiten

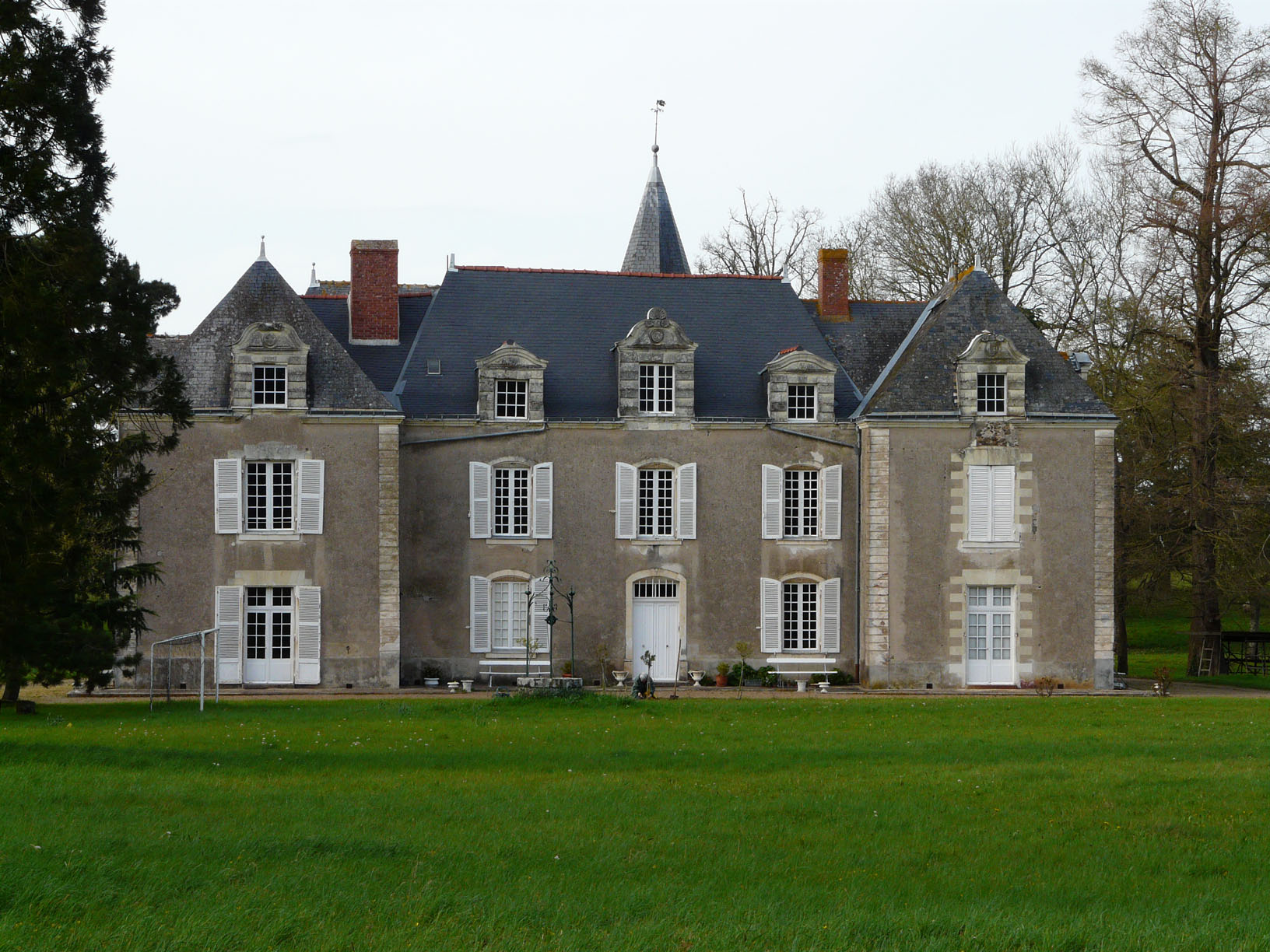
Schloss Pas-Nantais

- Kirche Saint-Pierre von 1868, an der Stelle der früheren Kirche von 1555 errichtet
- Kapelle von Tâcon aus dem 17. Jahrhundert
- Schloss von Pas-Nantais aus dem 16. Jahrhundert
- Schloss Varenne aus dem 17. Jahrhundert
- Schloss Hardière aus dem 18. Jahrhundert
- Altes Schloss von La Roche aus dem 15. Jahrhundert
- Herrenhaus von Quétraye aus dem 15. Jahrhundert
- Herrenhaus von Rigaudières
- Mühlen von Butte des Tertres (zwischen 1832 und 1840 erbaut), von Quétraye (aus dem 18. Jahrhundert) und von Saint-Père aus dem Jahre 1585

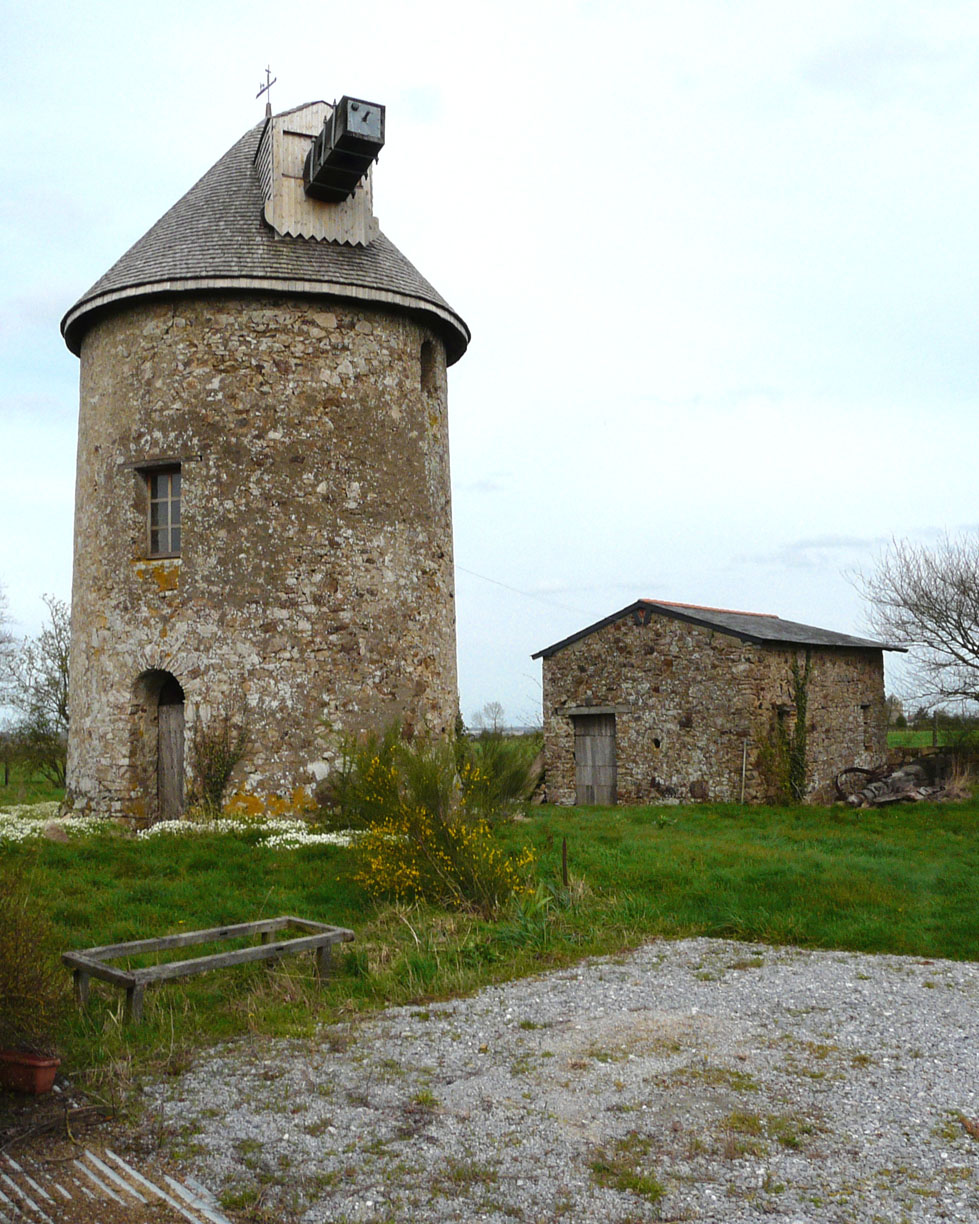
Mühle von Quétraye

## Persönlichkeiten
- Louis-Joseph-Marie Auneau (1876–1959), römisch-katholischer Ordensgeistlicher und Apostolischer Vikar von Shiré